# أسواق التميمي
أسواق التميمي شركةٌ سعودية يقع مقرها بمدينة الخبر وهي إحدى الشركات التابعة لمجموعة التميمي جلوبال الكائن مقرها الرئيسي بمدينة الدمام في المملكة العربية السعودية.
تقدم تشكيلة واسعة و منوعة من أفضل المنتجات الغذائية، اللحوم، المأكولات البحرية، الأجبان، منتجات الألبان، الأغذية المحلّية والمستوردة، و المنتجات المنزلية. بالإضافة إلى أنها تستورد الأغذية، والفاكهة والخضار، والمنتجات المنزلية من شتى أنحاء العالم كتلك التي نستوردها من آسيا، واستراليا، والبرازيل، وكندا، وتشيلي، والصين،  وأثيوبيا، وفرنسا، وهولندا، ولبنان، والمكسيك، ونيوزيلندا، والفلبين، وأفريقيا الجنوبية، وسوريا، والمملكة المتحدة والولايات المتحدة الأمريكية.
توفّر أقسامها المنظمة خدمات خاصّة مثل الكعك المُعد خصيصاً، وشرائح الخبز، والجبن المبشور واللحم المفروم عند الطّلب. تضّم تشكيلة المأكولات الجاهزة من أفران الطوب التّابعة لأسواق التميمي: أرغفة الخبز، والبيتزا، الدجاج المحمّر، حمّص أسواق التميمي، السلطات و المقبّلات الطازجة. كما تجدر الإشارة إلى كونها أول سوبرماركت سعودية تبدي اهتماماً في توفير المأكولات الصّحية عبر قسم الحياة الصّحية الذي يوفّر أغذية عضوية، طبيعية ومأكولات خالية من الألبان، والجلوتين، والسّكر.
أسواق التميمي تدير حالياً عدة فروع منها بالأحساء، الخبر، الدمام، الظهران، جدة، الجبيل، الرياض، المدينة المنورة.

## تاريخ
أنشأ علي عبد الله التميمي مجموعة التميمي في سنة 1953 لتوفير خدمات بناء أنابيب النفط بالإضافة إلى جميع الخدمات المتعلقة بمجال النفط والمحروقات والتي كانت تشهد نمواً وتطوراً كبيرين خلال تلك الحقبة من الزّمن. شهدت العقود الستة الماضية توسعاً كبيراً حيث توسعت مجموعة التميمي ليغطي نطاقها أكثر من ثلاثين مجالاً ترفع من خلالها لواء النهضة بالمملكة العربية السعودية كقوّة اقتصادية على مستوى العالم.
ومع حلول عام 1979، أنشأت مجموعة التميمي سلسلة أسواق التميمي؛ إحدى أكبر الأسواق في المملكة وأكثرها تطوراً في مدينة الخُبر، بالمنطقة الشّرقية، والتي سرعان ما حققت نجاحاً منقطع النّظير، إذ تمكنت من جذب عدد كبير من الزبائن السعوديين والمقيمين بالمنطقة الشرقية.
تخللّت بداية ثمانينات القرن الماضي إبرام عقود شراكة بين أسواق التميمي وشركة المنتجات الغذائية الشهيرة سيفوي الكائن مقرها بالولايات المتّحدة الأمريكية لتصبح أسواق التميمي قادرة على استيراد منتجات من جميع أنحاء العالم وتسويقها في المملكة العربية السّعودية، بالإضافة إلى المنتجات المحلية والمستوردة من الدول العربية المجاورة. هذا وقد شهدت السنوات التي عقبت إبرام عقد الشّراكة هذا افتتاح فروع لأسواق التميمي في الخبر، الدمام، الرياض، وجدّة.
كشفت أسواق التميمي مع حلول عام 2011 النّقاب عن حلّة جديدة بإضافة نوعاً من المتعة في التسوق عبر أروقة أسواق التميمي، حيث كان فرع مدينة الخُبر الواقع على كورنيش المدينة بداية لهذه الثّورة التي شهدتها أسواق التميمي على مستوى التّصاميم الجديدة والتي لاقت استحساناً كبيراً من قِبل الزبائن وساهمت في نمو وتطور الأسواق.
في 1 يونيو 2023 أعلن صندوق الاستثمارات العامة توقيع اتفاقية الاستحواذ على 30 % من أسواق التميمي.